# Martí (Cuba)
Pour les articles homonymes, voir Martí.
Martí est une ville et une municipalité de Cuba dans la province de Matanzas. Elle doit son nom à José Martí, écrivain et révolutionnaire.

## Géographie

### Situation, description
Martí est située sur la côte nord de l'île de Cuba, au bord du détroit de Floride, à 187 km à l'est de La Havane et à 87 km à l'est de sa capitale de province Matanzas.
C'est une ville portuaire bâtie entre la mer et les collines. Au nord-ouest elle est bordée par la baie de Cardenas. Sa côte nord est bordée par des terrains humides et autres marécages le long de la grande baie de Santa Clara, fermée à l'ouest par la punta Aguada prolongée par les cayos de las Cinco Leguas (es). Plus à l'est, cette baie de Santa Clara est en outre divisée en deux par une péninsule également sur le territoire de la municipalité de Martí.
Dans ces terrains humides de la côte se trouvent les salines Bidos à La Teja, à production saisonnière de sel marin sur 750 ha — l'une des plus grandes salines de Cuba.

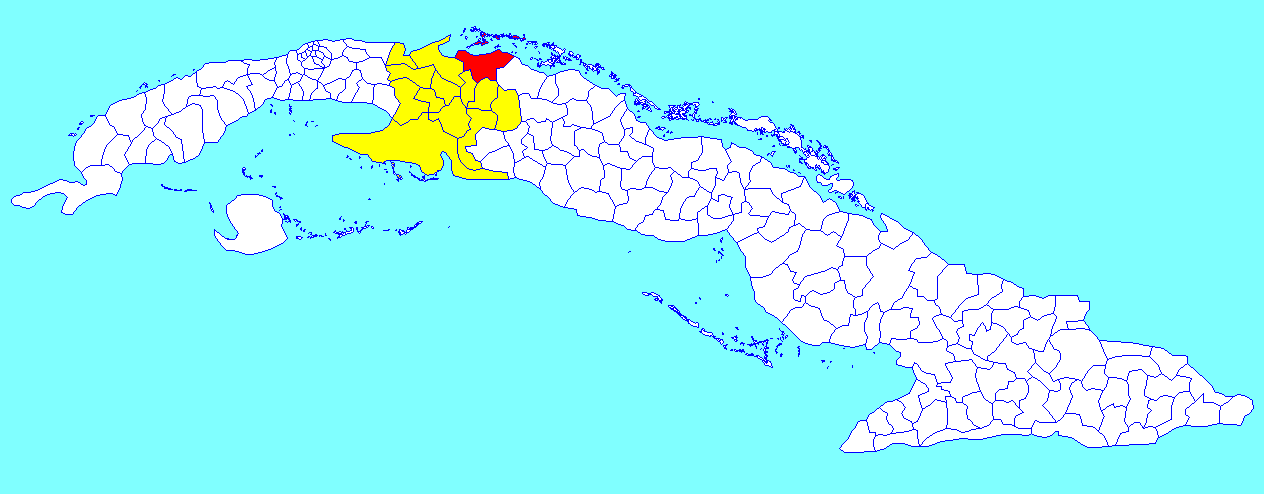
Municipalité de Martí dans la province de Matanzas
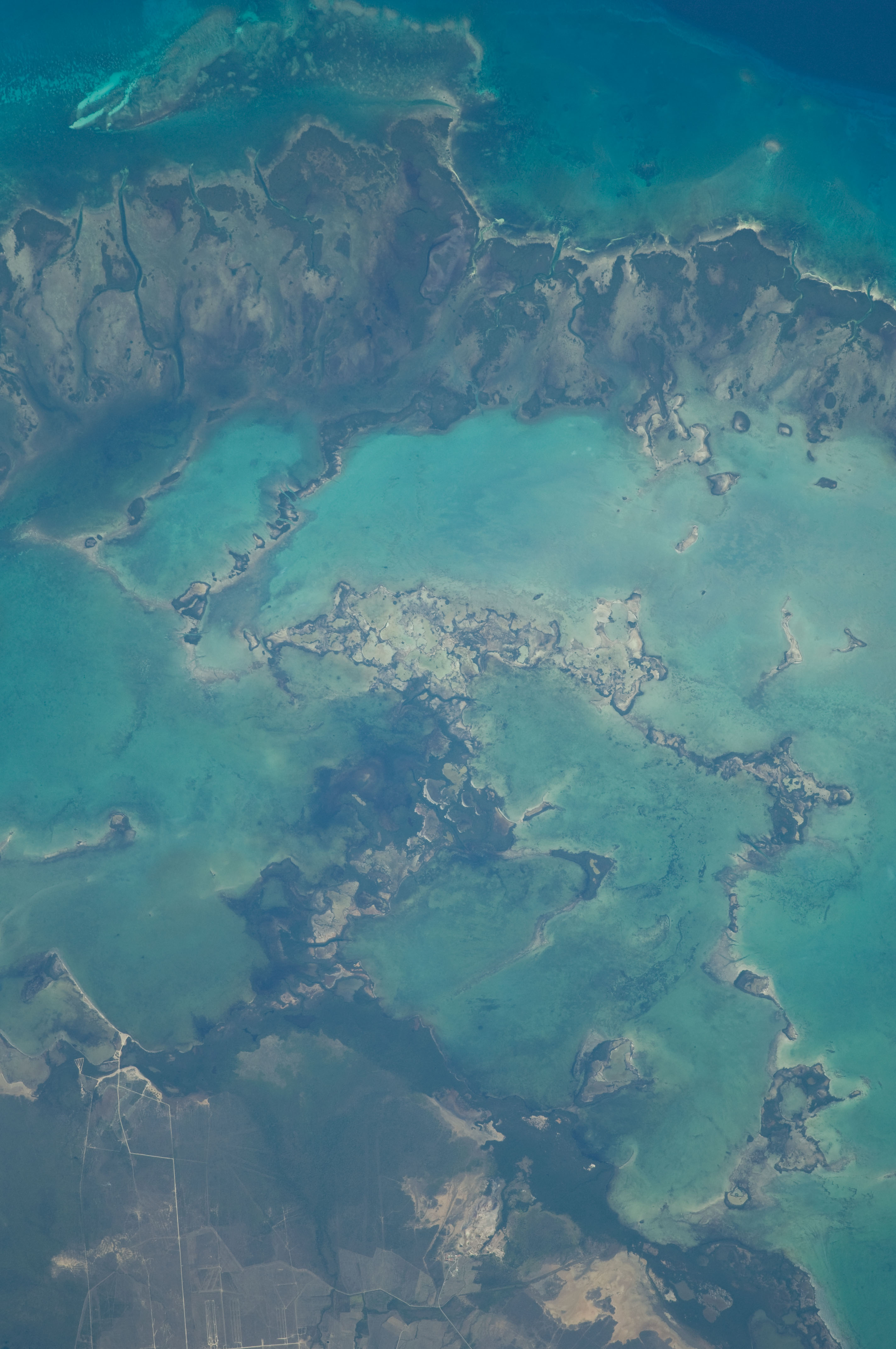
Péninsule sur l'est de Martí divisant la baie de Santa Clara
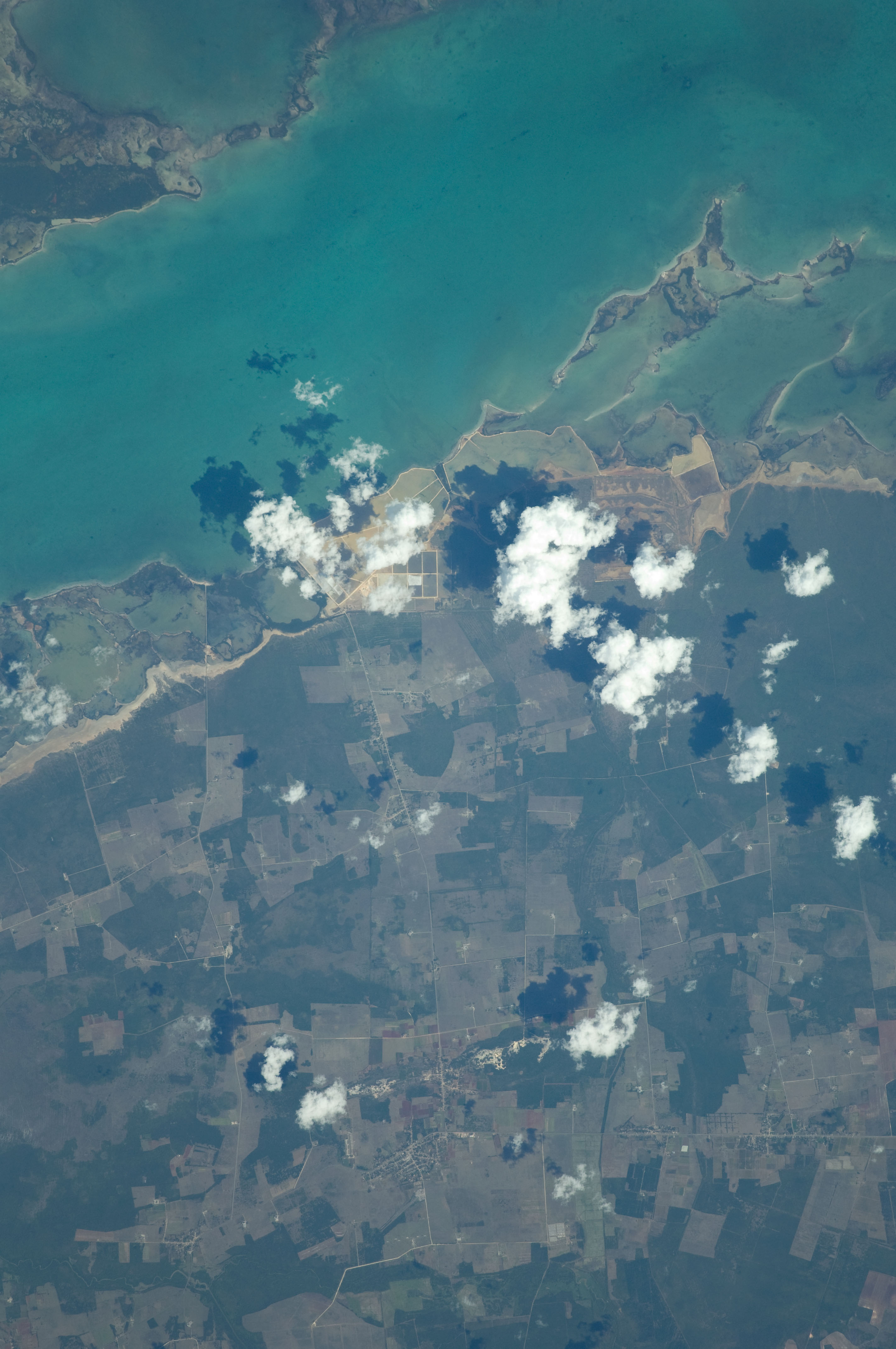
Salines de La Teja

### Divisions administratives
Martí a six consejos populares : Martí, Central Esteban Hernández, Itabo, Carlos Rodríguez, Hoyo Colorado et 28 de Octubre.

## Population
En 2022, la population était estimée à 21 582 habitants ; pour une surface de 1 012 km2, la densité de population est de 21,32 habitants/km².

## Environnement
Les salines Bidos à La Teja sont un refuge d'importance internationale puisqu'elles sont utilisées par des oiseaux migratoires comprenant des espèces rares. Une surveillance hivernale pendant les années 2016 à 2018 a noté la présence de 43 espèces, parmi lesquelles le pluvier neigeux (Charadrius nivosus), listé à Cuba comme espèce vulnérable ; et le phalarope de Wilson (Phalaropus tricolor), dont seulement deux visites ont été enregistrées à Cuba. S'y trouvent aussi des populations importantes (plus de 300 individus) de canard souchet (Spatula clypeata), flamant des Caraïbes (Phoenicopterus ruber) et échasse d'Amérique (Himantopus mexicanus). La diversité des espèces est accrue de ce que ce site est entouré de zones humides naturelles, avec une prédominance de végétation de mangrove, et de lagunes côtières ; ces différents paysages induisent des différences de salinité et de profondeur attirant des espèces différentes.

## Personnalités nées à Martí
- Leobaldo Pereira, céiste, né en 1972